# Жоријен Вујте
Жоријен Вујте је политичарка из Светог Мартина и члан Уједињених демократа. Од јануара 2018. је министарка за образовање, културу, омладину и спортска питања. 

## Детињство и младост
Вујте је рођена у Холандији и тамо је одрасла. Њена мајка је писац и васпитач Ана Мераб Ричардсон. Студирала је менаџмент јавног здравства на Еразмусовом универзитету у Ротердаму, након чега је уследио постдипломски курс из консултантског менаџмента и управљања променама. Касније је магистрирала из области јавног менаџмента и наука о менаџменту на Отвореном универзитету Холандије. Током студија истраживала је Свети Мартин.  

## Каријера
Након студија, Вујте је пет година радила у Холандији за консултантску фирму. Пријавила се на конкурс за директора сектора здравства у Светом Мартину и тамо је добила запослење. Касније је била генерална секретарка Министарстава здравља, социјалног развоја,  рада и образовања, културе, омладине и спорта.  Дана 15. јануара 2018. године именована је за министра образовања, културе, омладине и спорта у влади Леоне Марлин-Ромео.  